# جيليان كيارني
جيليان كيارني (بالإنجليزية: Gillian Kearney)‏ هي ممثلة بريطانية، ولدت في 9 مايو 1972 في المملكة المتحدة.

## وصلات خارجية
- جيليان كيارني على موقع IMDb (الإنجليزية)
- جيليان كيارني على موقع قاعدة بيانات الفيلم (الإنجليزية)